# No reanimar
"No reanimar" (título original en inglés: "Do Not Resuscitate") es el decimoquinto episodio de la serie de HBO Los Soprano y el segundo de la segunda temporada de la serie. Fue escrito por Robin Green, Mitchell Burgess y Frank Renzulli, dirigido por Martin Bruestle y estrenado el 23 de enero de 2000 en Estados Unidos.

## Protagonistas
- James Gandolfini como Tony Soprano.
- Lorraine Bracco como Dr. Jennifer Melfi *
- Edie Falco como Carmela Soprano.
- Michael Imperioli como Christopher Moltisanti.
- Dominic Chianese como Corrado Soprano, Jr.
- Vincent Pastore como Pussy Bonpensiero.
- Steven Van Zandt como Silvio Dante.
- Tony Sirico como Paulie Gualtieri.
- Robert Iler como Anthony Soprano, Jr.
- Jamie-Lynn Sigler como Meadow Soprano.
- Drea de Matteo como Adriana La Cerva. *
- Aida Turturro como Janice Soprano.
- y Nancy Marchand como Livia Soprano.

* sólo aparecen en los créditos

### Otros protagonistas
| - Bill Cobbs como Reverendo James, Sr. - Lillo Brancato Jr. como Matt Bevilaqua. - Louis Lombardi como Skip Lipari. - Gregalan Williams como Reverendo James, Jr. - Richard Portnow como Harold Melvoin. - Steven R. Schirripa como "Bacala" Baccalieri. - Chris Tardio como Sean Gismonte. - Robert Desiderio como Jack Massarone. - Michael Broughton como manifestante. - James Collins como camionero. - Catherine Dent como Arlene Riley. | - John Fiore como Gigi Cestone. - Elizabeth Flax como terapeuta. - Sam Gray como Juez Greenspan. - Timothy Huang como Doctor. - Tertia Lynch como enfermera. - John Mariano como Ralph Giorgio. - Tony Rigo como anciano. - Laurine Towler como enfermera quirúrgica. - Kellie Turner como ayudante de enfermera. - Beatrice Winde como invitada al funeral. |

## Primeras apariciones
- Jack Massarone: propietario de Massarone Brothers Construction, empresa que fue gestionada por Tío Junior.
- Bobby "Bacala" Baccalieri: miembro del equipo de Junior Soprano y que se convierte en su ayudante personal.
- Agente Skip Lipari: Agente del FBI que trabaja con Big Pussy Bonpensiero.

## Fallecidos
- Frederick 'Freddie' Capuano: Director de la residencia Green Grove Retirement Community, asesinado por la familia criminal Soprano por hablar sobre el intento de asesinato de Livia a Tony.
- Reverendo Herman James, Sr.: muerte por causa natural debido a su avanzada edad.